# Telophorus dohertyi
A Telophorus dohertyi a madarak osztályának verébalakúak (Passeriformes) rendjébe és a bokorgébicsfélék (Malaconotidae) családjába tartozó faj.

## Rendszerezése
A fajt Lionel Walter Rothschild brit lord és zoológus írta le 1817-ben, a Laniarius nembe Laniarius dohertyi néven. 

## Előfordulása
Afrikában, Burundi, Kenya, a Kongói Demokratikus Köztársaság, Ruanda és Uganda területén honos.
Természetes élőhelyei a szubtrópusi vagy trópusi hegyi esőerdők és cserjések, valamint másodlagos erdők. Állandó, nem vonuló faj.

## Megjelenése
Testhossza 19 centiméter, testtömege 36-40 gramm.
|  |

## Természetvédelmi helyzete
Az elterjedési területe nagyon nagy, egyedszáma pedig stabil. A Természetvédelmi Világszövetség Vörös listáján nem fenyegetett fajként szerepel.